# Tribunal cantonal de Cernay
Le tribunal cantonal de Cernay est un monument historique situé à Cernay, dans le département français du Haut-Rhin.

## Localisation
Ce bâtiment est situé au 5, rue Georges-Risler à Cernay.

## Historique
L'édifice fait l'objet d'une inscription au titre des monuments historiques depuis 2002.

## Architecture
Cet édifice a été réalisé par l'architecte Wolff Ludwig.